# Boris Koustodiev
Boris Mikhaïlovitch Koustodiev (en russe : Борис Михайлович Кустодиев) (7 mars 1878 – 28 mai 1927) est un peintre russe et décorateur de scènes de théâtre.

## Biographie
Boris Koustodiev est né à Astrakhan. Son père est professeur de philosophie, d'histoire de la littérature et de logique au séminaire de théologie local. Son père meurt jeune ; les responsabilités financières et matérielles retombent donc sur sa mère et la famille Koustodiev loue une petite aile de la maison d'un riche commerçant. C'est là que le petit garçon conçoit ses premières impressions de la vie de la classe des riches marchands. Plus tard, l'artiste écrira « Toute la substance du riche et abondant mode de vie des marchands était là sous mon nez… C'était comme sorti d'une pièce d'Ostrovski. » Il retiendra ces observations de longues années, les recréant plus tard dans des peintures à l'huile et des aquarelles. Mais aussi dans des décors de pièces de théâtre telle Cœur ardent d'Ostrovski en 1869. Pendant la semaine qui précède le Carême, la ville d' Astrakhan voyait s'organiser des spectacles de foire, et s'y déployaient des manèges, des baraques foraines, des orgues de barbarie dont le jeune Boris se souviendra durant toute sa vie d'artiste.
Entre 1893 et 1896, Koustodiev étudie dans un séminaire de théologie et prend des leçons d'art privées avec Pavel Vlassov (ru), élève de Vassili Perov. Il est ensuite assistant à l'atelier d'Ilia Répine à l'Académie impériale des beaux-arts de Saint-Pétersbourg de 1896 à 1903. Il prend en même temps des cours de sculpture avec Dmitri Stelletsky et d'eau-forte avec Vassili Mate. Il expose ses œuvres pour la première fois en 1896.
« J'ai beaucoup d'espoir pour Koustodiev » écrira Répine. « C'est un artiste talentueux et un homme pensif et sérieux, avec un grand amour pour l'art ; il fait de soigneuses études de la nature... » Quand Répine fut chargé par le gouvernement russe d'exécuter son œuvre la plus grandiose, une toile de 400 × 877 cm représentant la Session protocolaire du Conseil d'État pour marquer son centenaire le 7 mai 1901, il demande à Koustodiev d'être son assistant. L'œuvre est extrêmement complexe et nécessita beaucoup de travail. Avec son maître, le jeune artiste compose des études de portraits pour la peinture, et ensuite exécute le côté droit de l'œuvre finale. À cette époque aussi, Koustodiev fait une série de portraits de contemporains qu'il estime comme ses camarades spirituels, entre autres : Ivan Bilibine (1901, Musée russe, Saint-Pétersbourg), Moldovtsev (1901, Musée régional de Krasnodar), et le graveur Vassili Mate (1902, Musée russe). Travailler sur ces portraits aide considérablement l'artiste, le forçant à faire des études profondes du monde complexe de l'âme humaine.

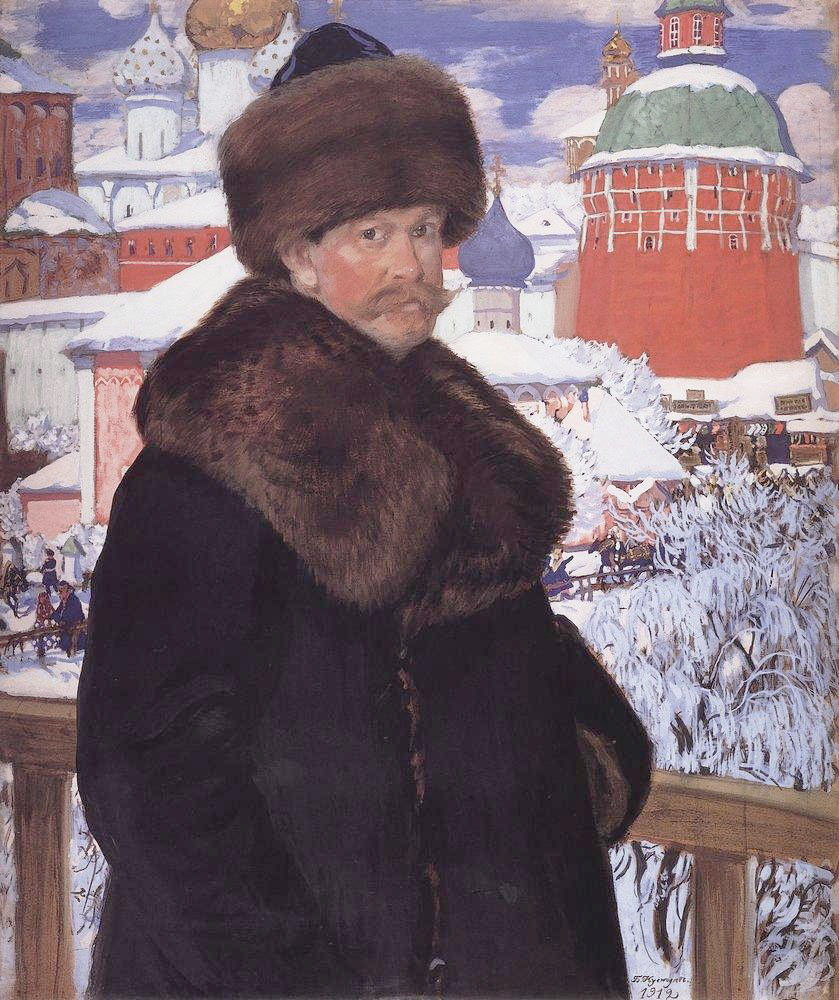
Autoportrait (Koustodiev), 1912.

Il se marie avec Ioulia Protchineskaïa (1880-1942) en 1903. Ils ont une fille, Irina, dont Koustodiev fait un portrait pendant sa petite enfance, ainsi qu'un autre de sa femme.
Grâce à une bourse d'études de l'Académie impériale des arts, il visite la France, la Suisse et l'Espagne en 1904. La même année, il est assistant à l'atelier privé de René Ménard à Paris. Ensuite il visite l'Espagne, l'Italie, et en 1909 l'Autriche et l'Allemagne, puis la France et l'Italie encore. Pendant ces années, il peint beaucoup de portraits et d'autres œuvres. Pourtant, même s'il se trouve dans une Séville ensoleillée ou dans le jardin de Versailles, il ressent toujours le chant de sa patrie. Après cinq mois en France, il rentre en Russie. C'est avec joie qu'il écrit à son ami Mate, pour l'avertir de son retour « dans notre terre russe bénie ».
La Révolution russe de 1905 bouleverse les fondations de la société et suscite une réponse intense dans l'âme de l'artiste. Il contribue aux journaux satiriques Joupel’ (L'Épouvantail) et Adskaïa Potchta (La Poste de l'enfer). Sa représentation de l'horreur des évènements de Saint-Pétersbourg devient une icône de la première révolution russe et est imprimée dans de nombreux journaux étrangers. À cette époque, il rencontre pour la première fois les membres du Mir Iskousstva (Monde de l'art), un groupe d'artistes russes innovants. Il rejoint leur association en 1910 et participe à toutes leurs expositions.
En 1905, Koustodiev commence à s'intéresser à l'illustration de livres, un genre sur lequel il travaillera tout au long de sa vie. Il illustre ainsi beaucoup d'œuvres de la littérature russe classique, telles que Les Âmes mortes, Le Manteau et Le Carrosse de Gogol, Le chant du tsar Ivan Vassilievitch, du jeune opritchnik et du vaillant marchand Kalachnikov de Lermontov, La Bougie et Comment le Diable a volé le pain du paysan de Tolstoï.
En 1909, il est élu à l'Académie impériale des beaux-arts. Il continue à travailler intensivement, mais une maladie grave — la tuberculose de la colonne vertébrale — requiert de l'attention urgente. Au conseil de ses docteurs, il passe une année en Suisse, y suivant un traitement dans une clinique privée. Sa patrie lui manque, et les thèmes russes continuent d'être à la base de toutes les œuvres qu'il exécute pendant l'année.

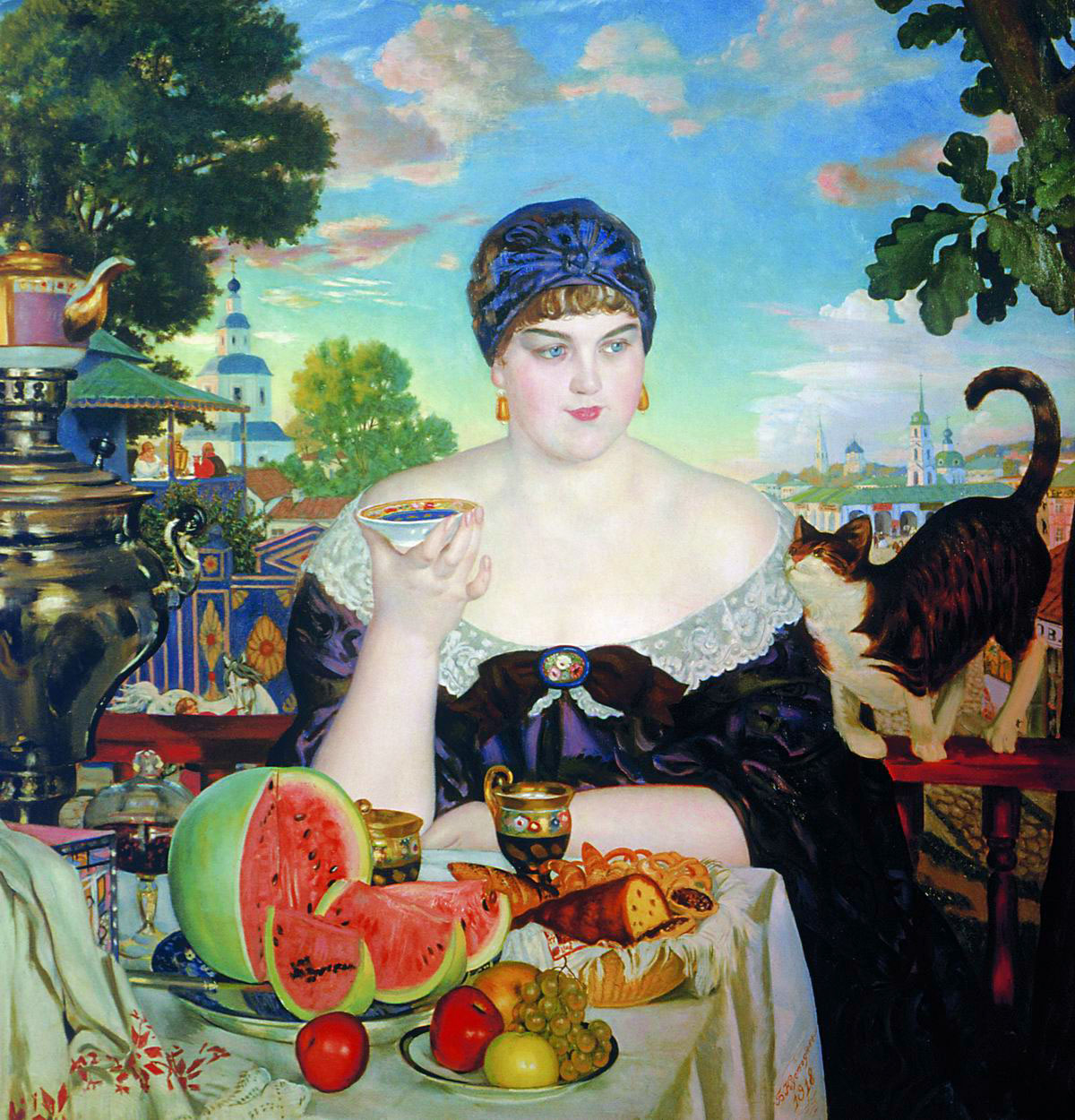
Femme de marchand prenant le thé (1918).

Il devient paraplégique en 1916. « Maintenant ma chambre est mon monde entier. » écrit-il. Sa capacité de rester joyeux et vif en dépit de sa paralysie est étonnante. Ses peintures pleines de couleurs joyeuses ne révèlent pas sa souffrance physique ; au contraire, elles donnent l'impression d'une vie heureuse et sans soucis. Son Mardi de Maslenitsa (Mardi gras) (1916) et Fontanka (1916) sont peints à partir de ses souvenirs. Il restaure méticuleusement son enfance dans la grande ville sur les rives de la Volga. En 1918, il termine La femme du marchand, vite devenue l'œuvre la plus connue de Koustodiev.
L'artiste éprouve aussi un grand intérêt pour la création de décors de théâtre. De 1911 à 1916, Koustodiev travaille pour le théâtre et peint notamment une deuxième variante des décors pour la pièce Cœur ardent d'Ostrovski (en 1913). Son amitié avec le metteur en scène et acteur Vassili Loujski déterminera également son activité théâtrale ultérieure. Son succès est tel que d'autres commandes ont vite afflué. En 1913, il crée les décors et les costumes pour La Mort de Pazoukhine, au Théâtre d'art de Moscou. Son talent pour cette discipline est spécialement apparent pour les pièces d'Ostrovski : Tableau de famille, L'Orage, Loups et brebis et On n'évite ni le malheur ni le péché. Le milieu des pièces d'Ostrovski — la vie provinciale et le monde de la classe marchande — est en effet proche des peintures de Koustodiev, et il travaille aisément et rapidement sur les décors.
Dans les premières années après la Révolution russe de 1917, l'artiste travaille dans plusieurs disciplines avec beaucoup d'inspiration. Les thèmes contemporains deviennent la base de son travail, incarné en dessins pour calendriers et couvertures de livres, et en illustrations et esquisses de décorations de rue. Ses couvertures pour les revues Le Champ de blé rouge et Panorama rouge attirent l'attention due à l'éclat et à la finesse de leurs sujets. Koustodiev travaille aussi en lithographie, illustrant des œuvres de Nekrassov. Ses illustrations pour les contes de Leskov, Lady Macbeth de Mtsensk et Chtopal'chtchik (Le Raccommodeur), furent des œuvres phares dans l'histoire de l'illustration des livres en Russie, ils collent tellement bien aux images littéraires.
En 1920, il peint  Le Bolchevik (Galerie Tretiakov, Moscou), l'une des premières peintures symbolisant la révolution bolchevique. L'œuvre, une allégorie visionnaire, échappe encore aux canons esthétiques du réalisme socialiste. En 1921, il crée les décors et les costumes de l'opéra d'Alexandre Serov, La Puissance de l'ennemi, tiré de la pièce d'Ostrovski Ne vis pas comme tu veux, mais comme Dieu le commande, et à cette occasion, il fait la connaissance de Fédor Chaliapine, dont il peint un portrait étonnant en 1922. L'année suivante, il expose à la Première exposition d'art russe à Berlin.
En 1923, Koustodiev rejoint l'Association des artistes de la Russie révolutionnaire. Il continue à peindre, graver, illustrer des livres et à créer des décors de théâtre, jusqu'au jour de sa mort, le 28 mai 1927, à Léningrad, causée par la tuberculose.

## Œuvres

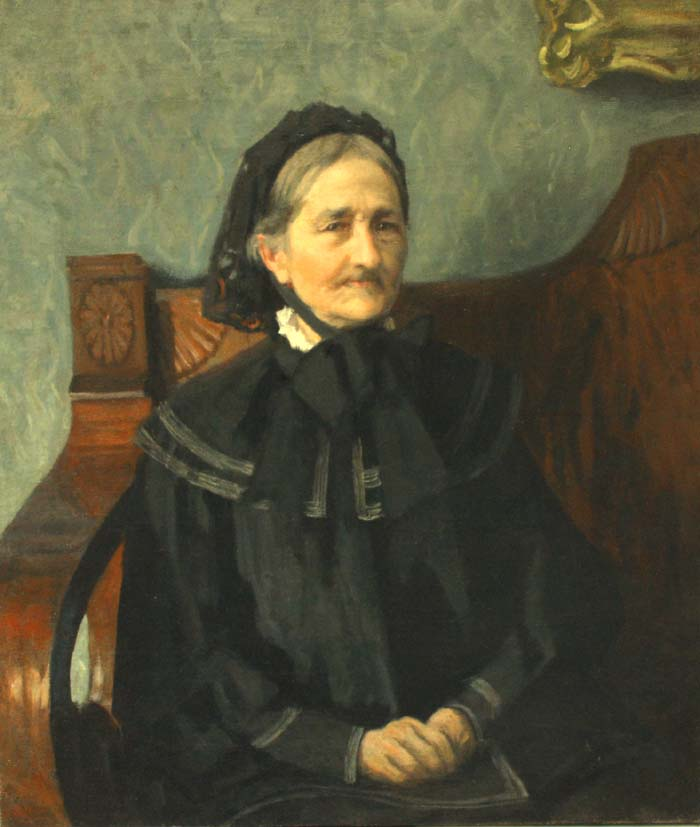
Portrait d'Elisabeth Grigoriévna Pouchkina (1907).
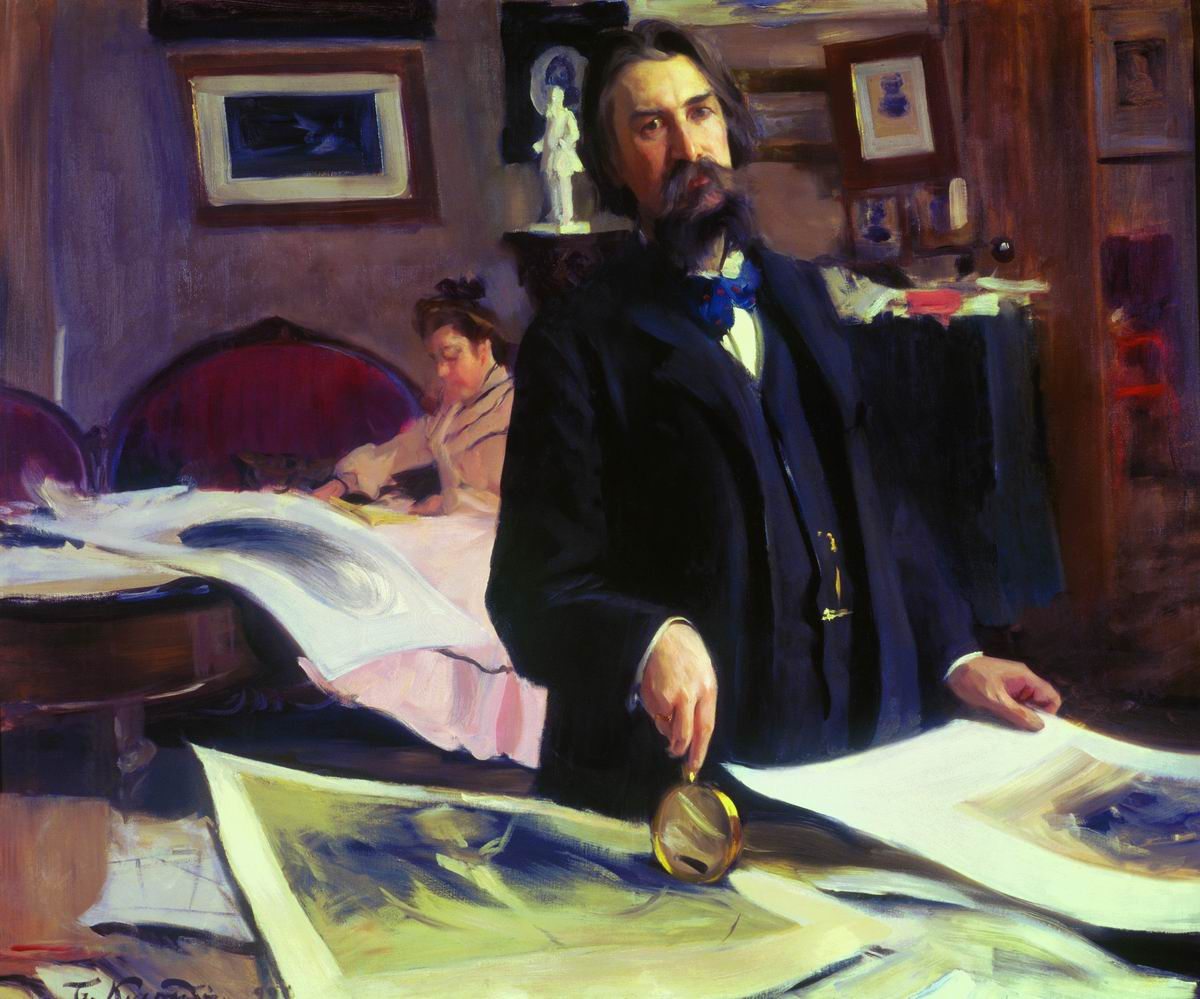
Portrait de Vassili Mate (1902).
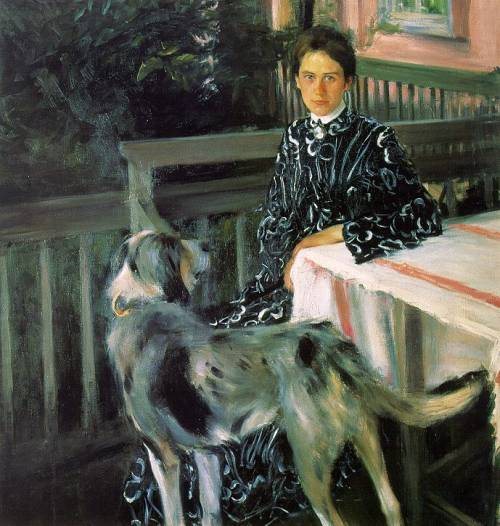
Portrait de Yulia Koustodiéva (sa femme) (1903).
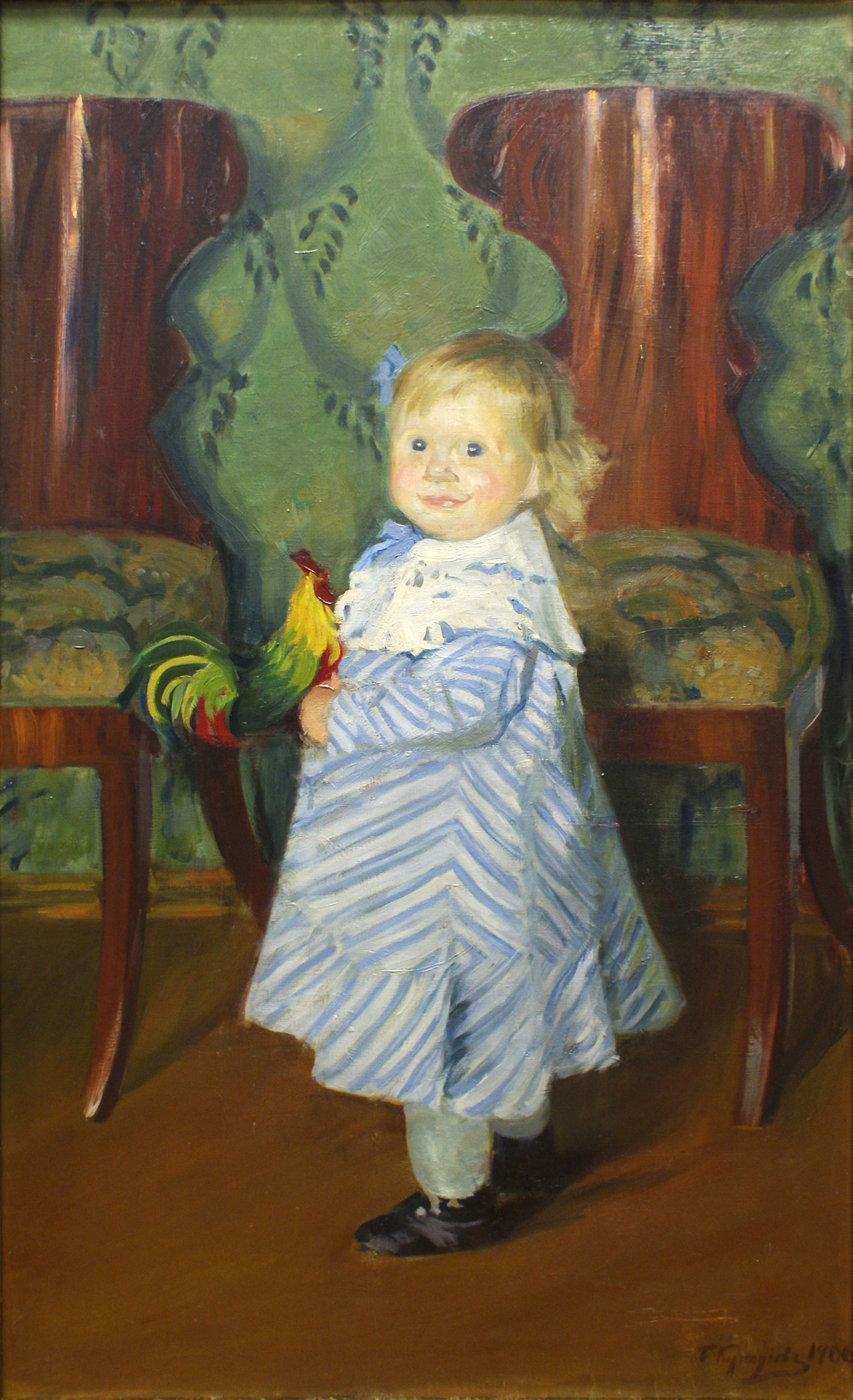
Irina (sa fille) (1906).
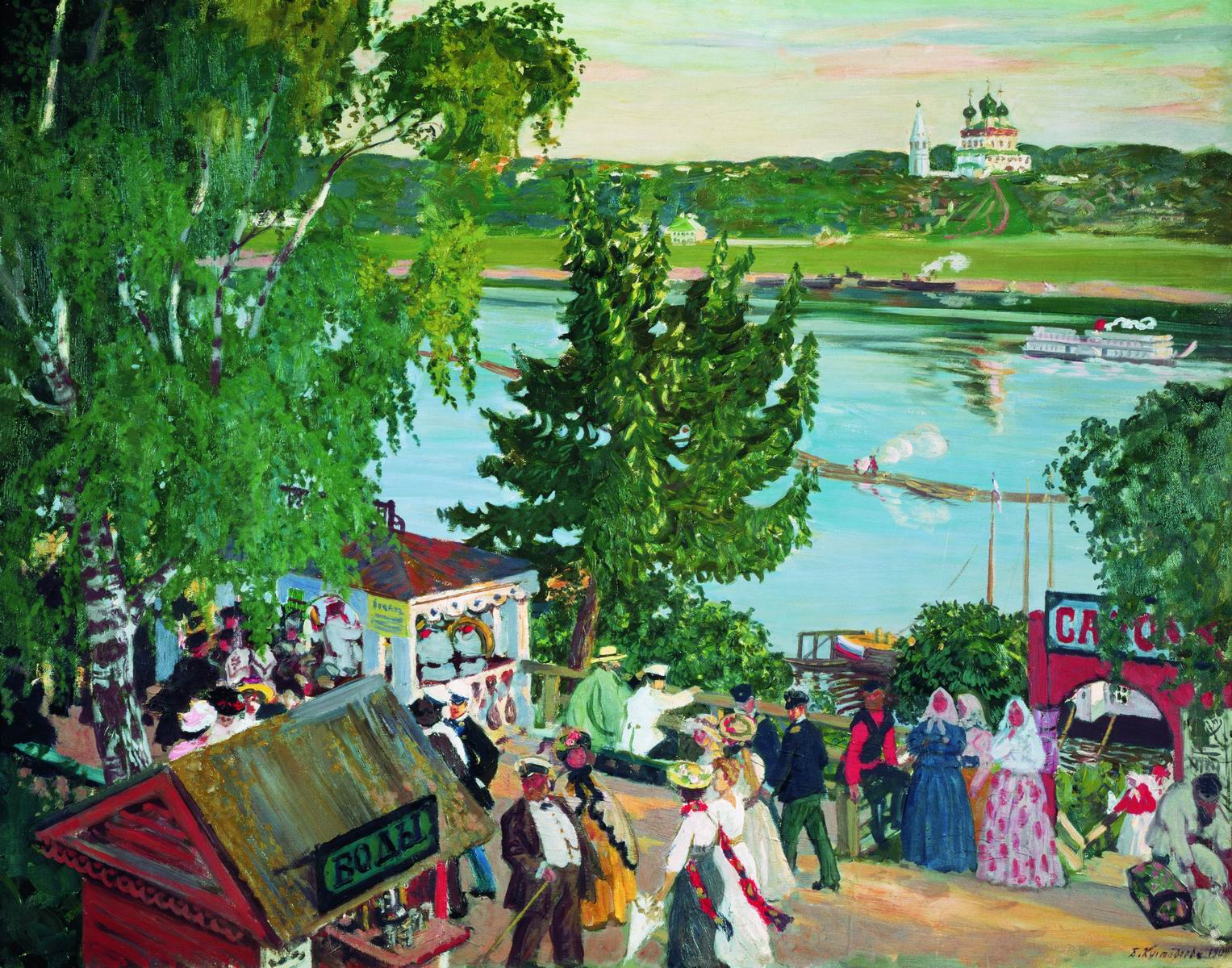
Promenade sur la Volga (1909).
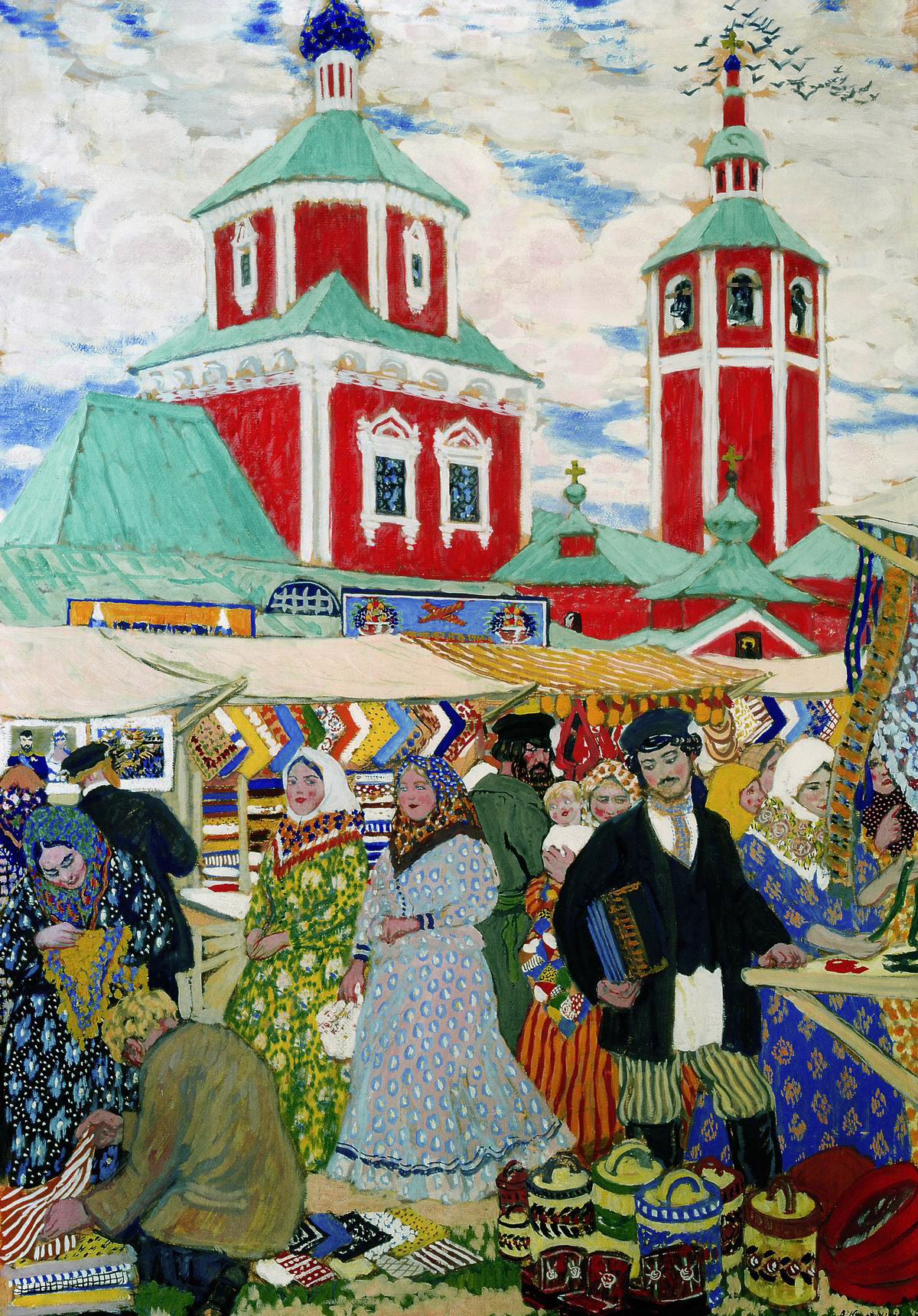
Foire (1910).
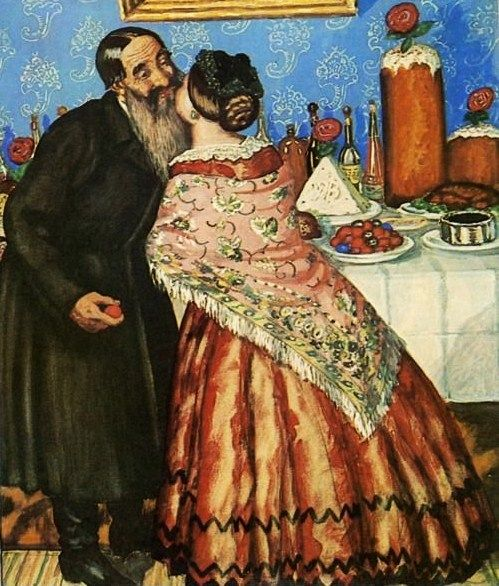
Pâques (1912).
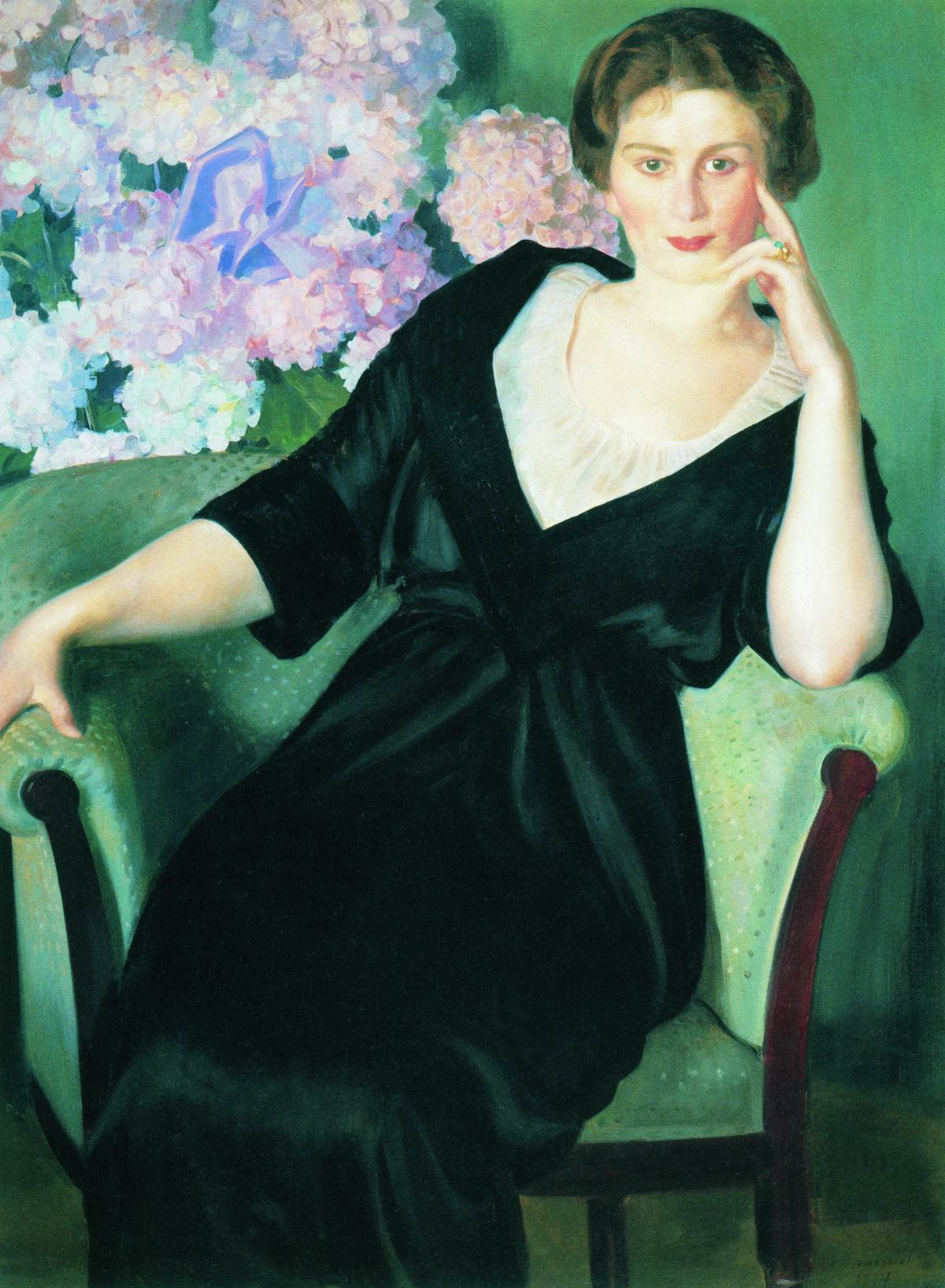
Portrait de Renée Notgaft (1914).
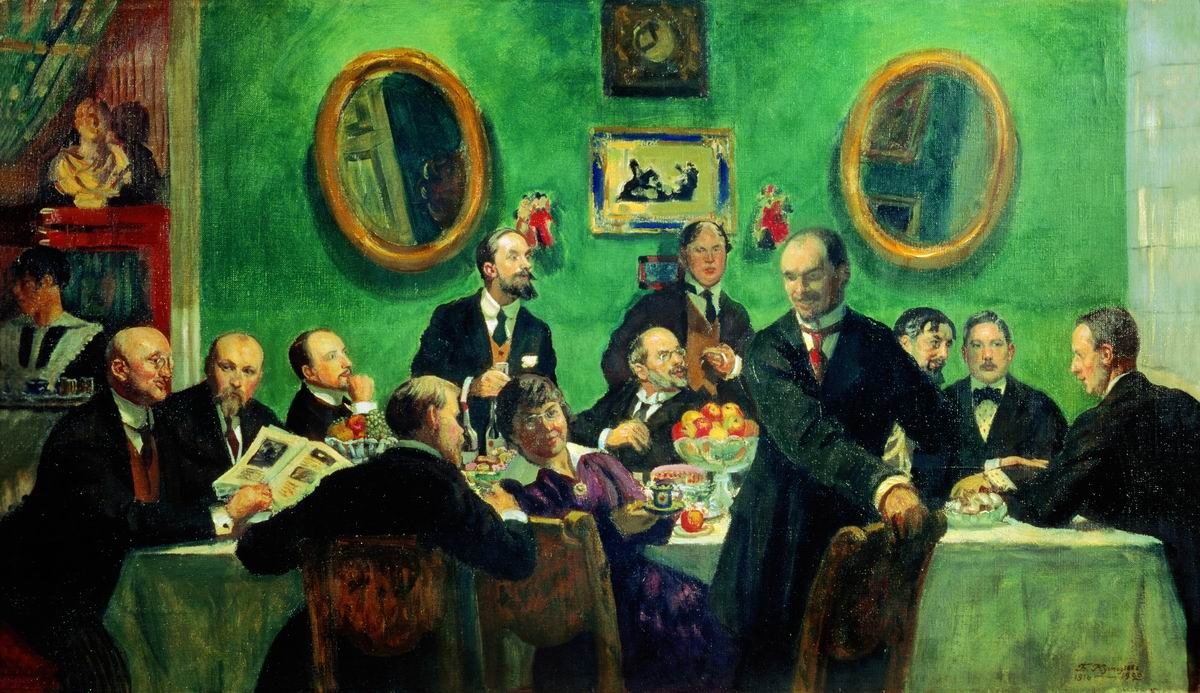
Portrait du groupe des artistes de l'association Mir iskousstva (1916-1920).
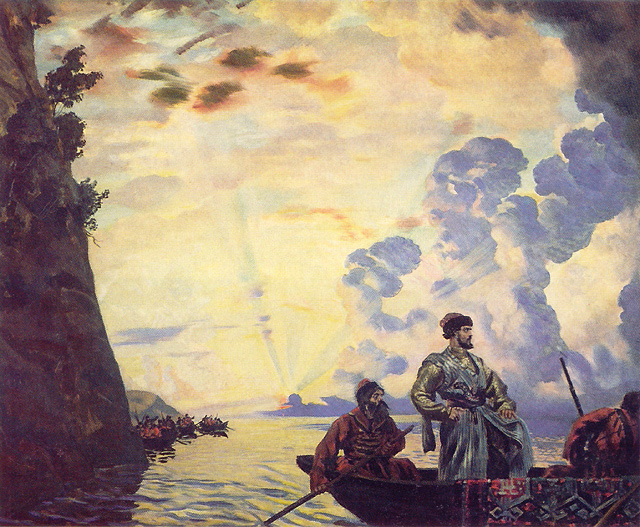
Stepan Razine (1918).
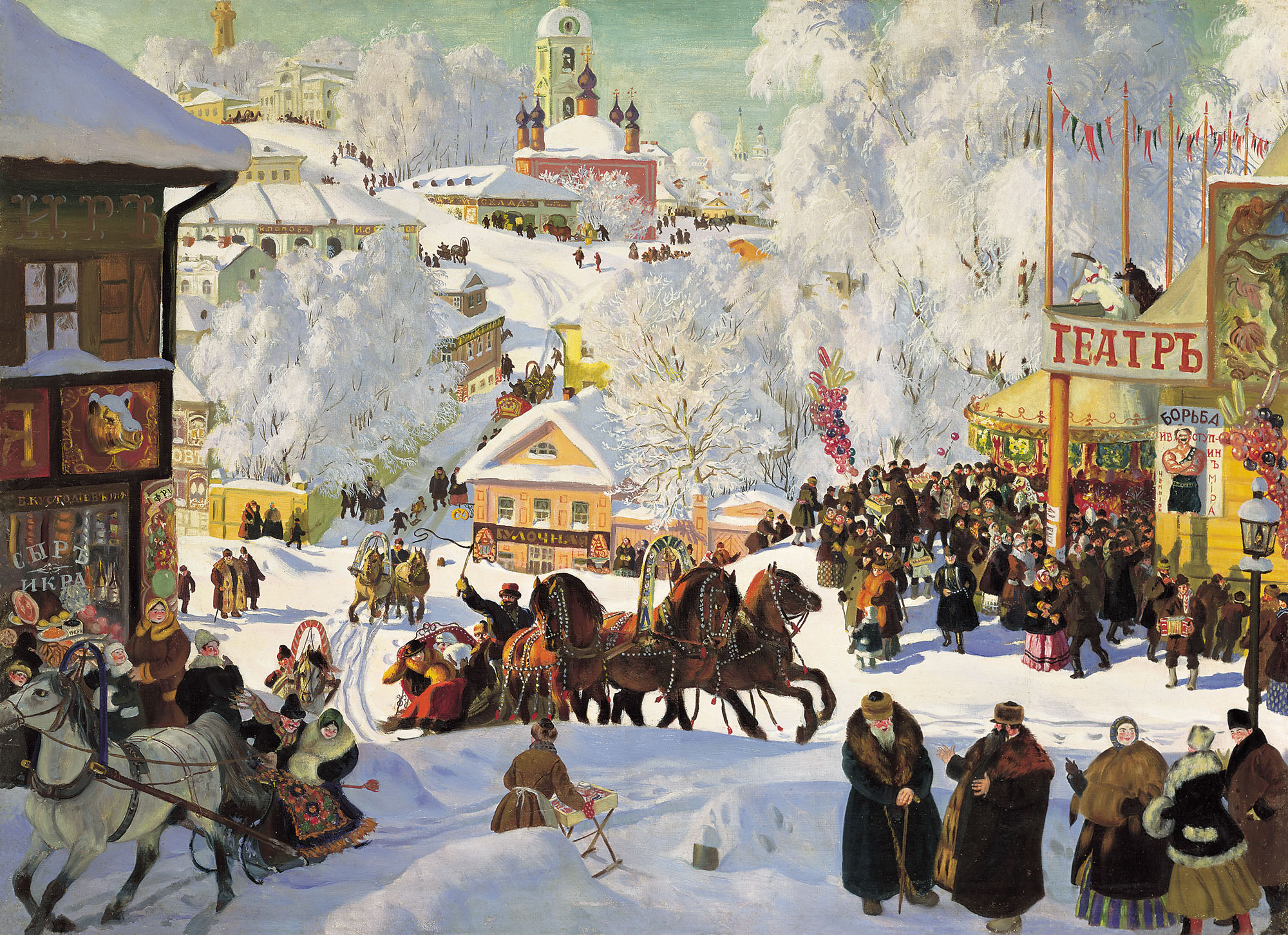
Mardi de Maslenitsa (1919).
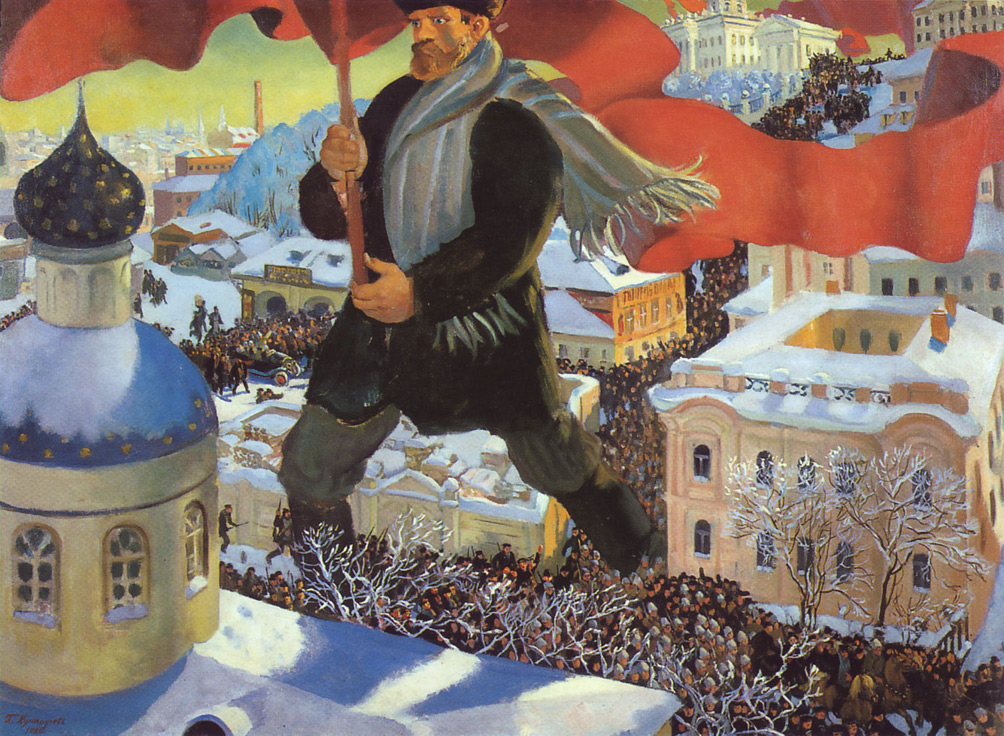
Le Bolchevik (1920).
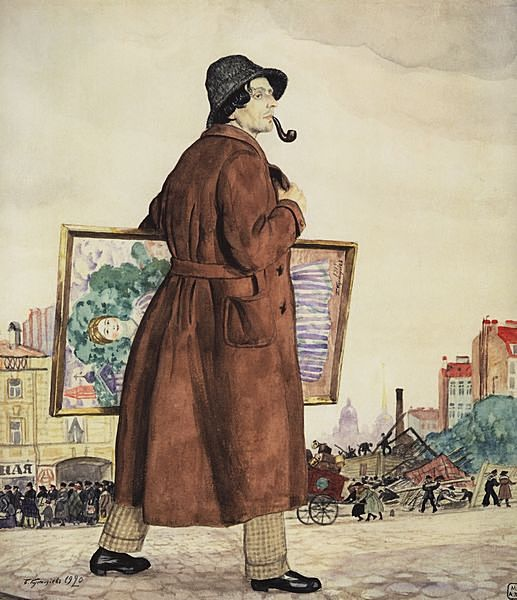
Isaak Brodsky (1920).
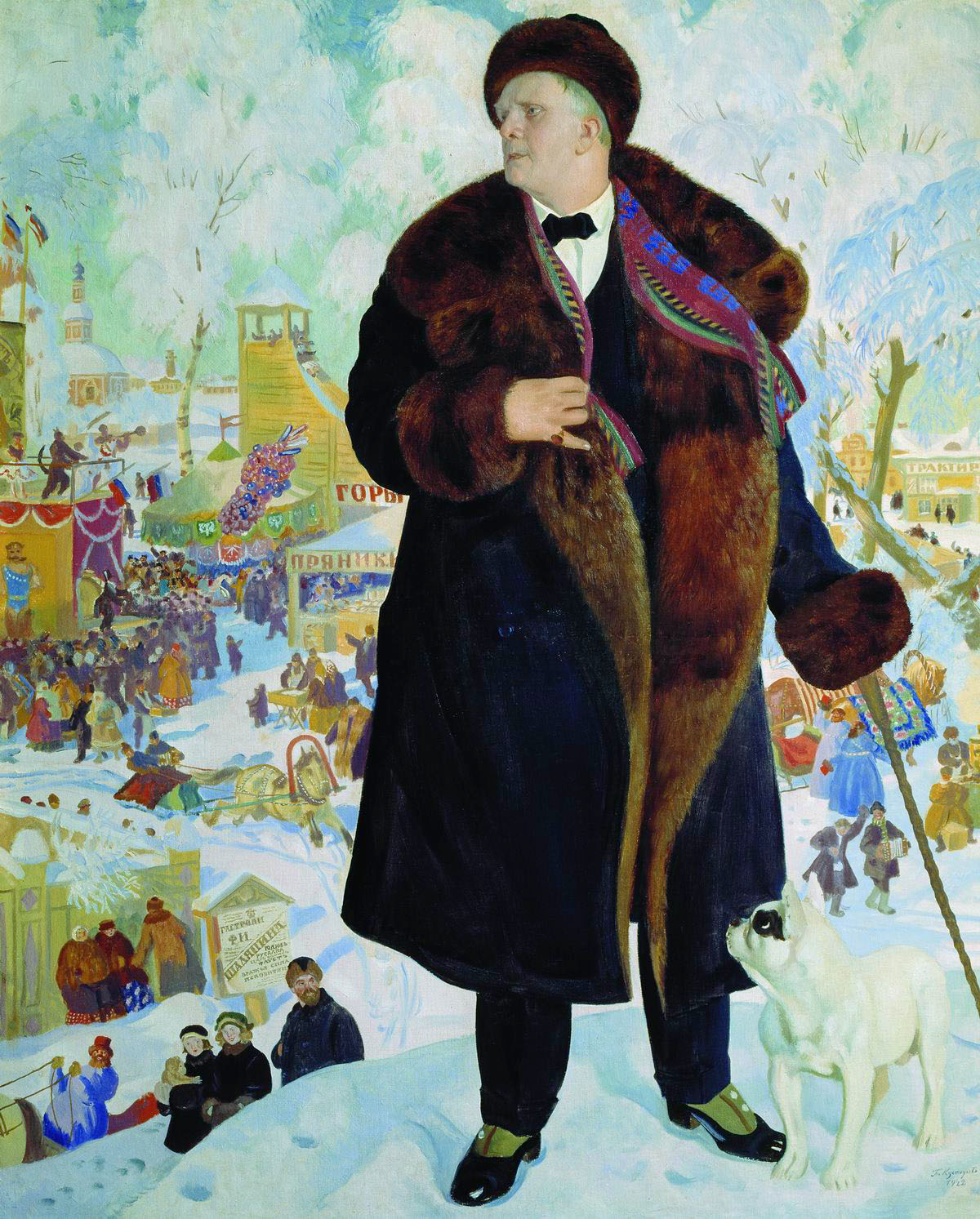
Portrait de Chaliapine (1921).
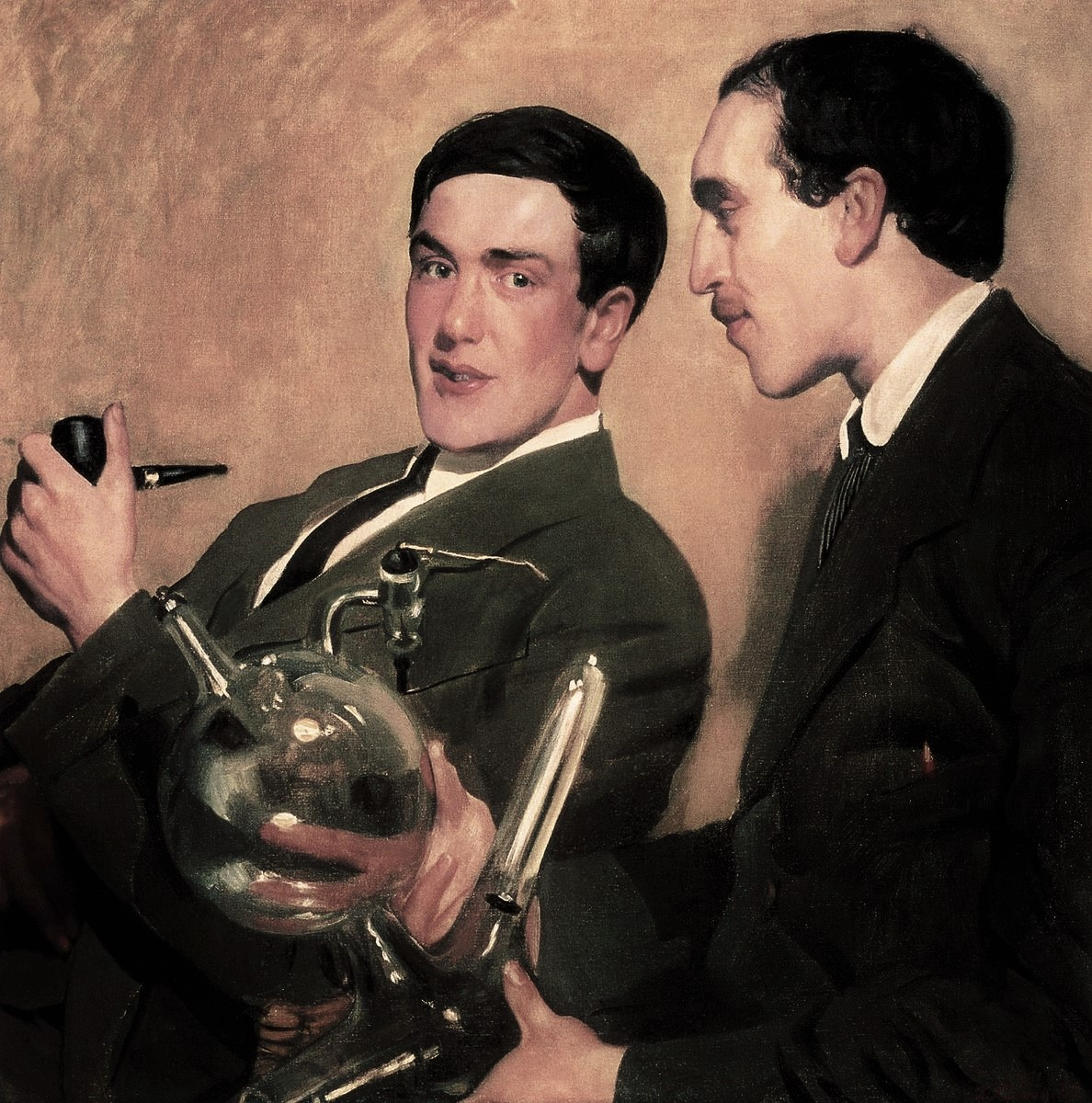
Kapitsa et Semionov (1921).
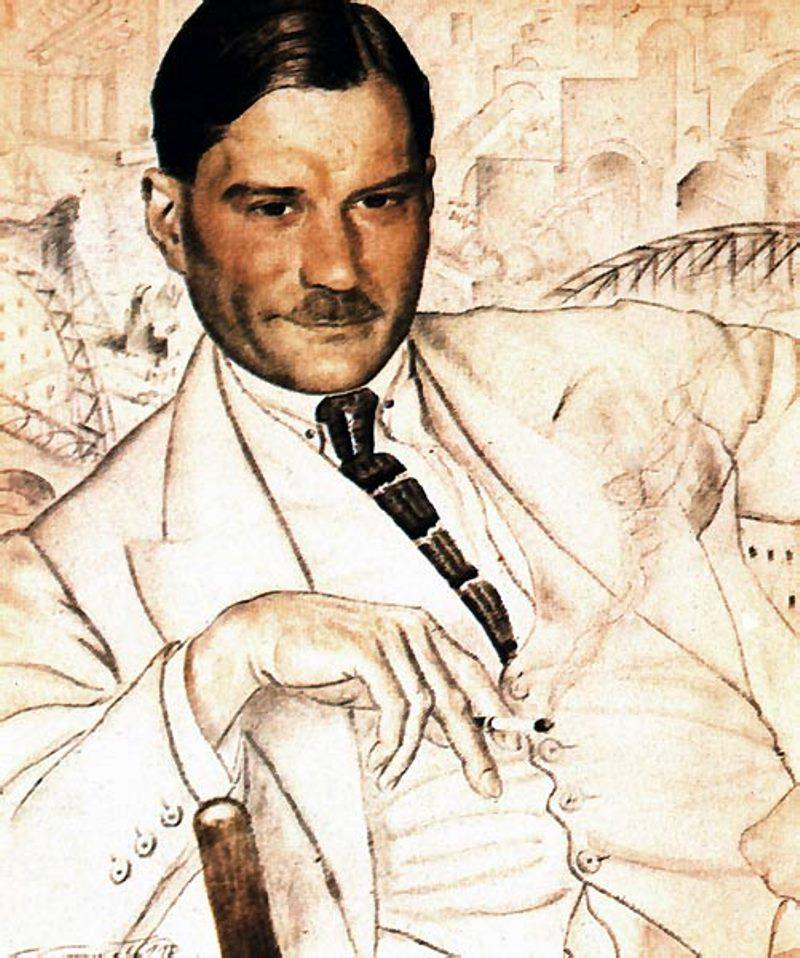
Ievgueni Zamiatine (1923).
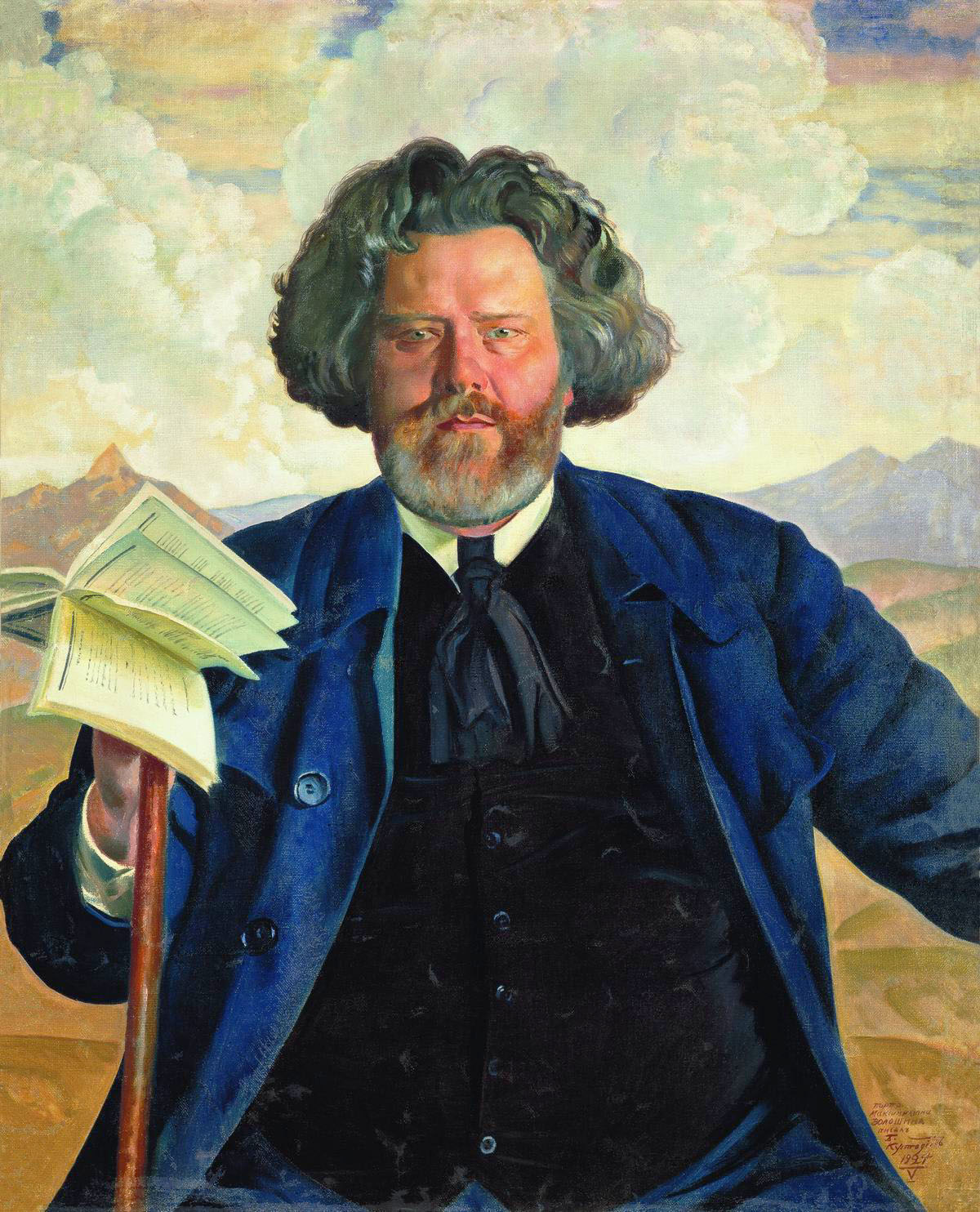
Maximilien Volochine (1924).
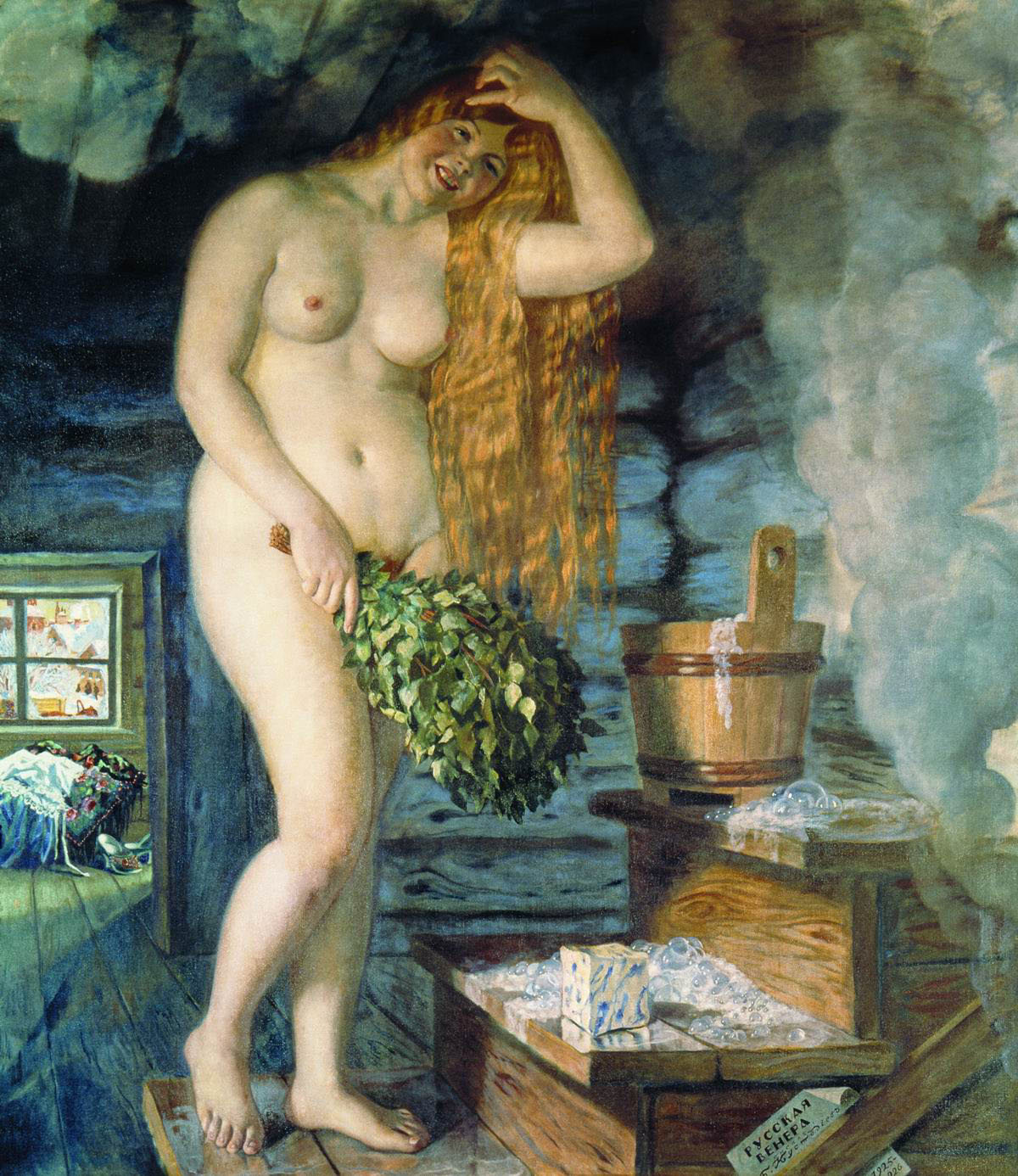
Krassavitsa Vénus russe (1926)
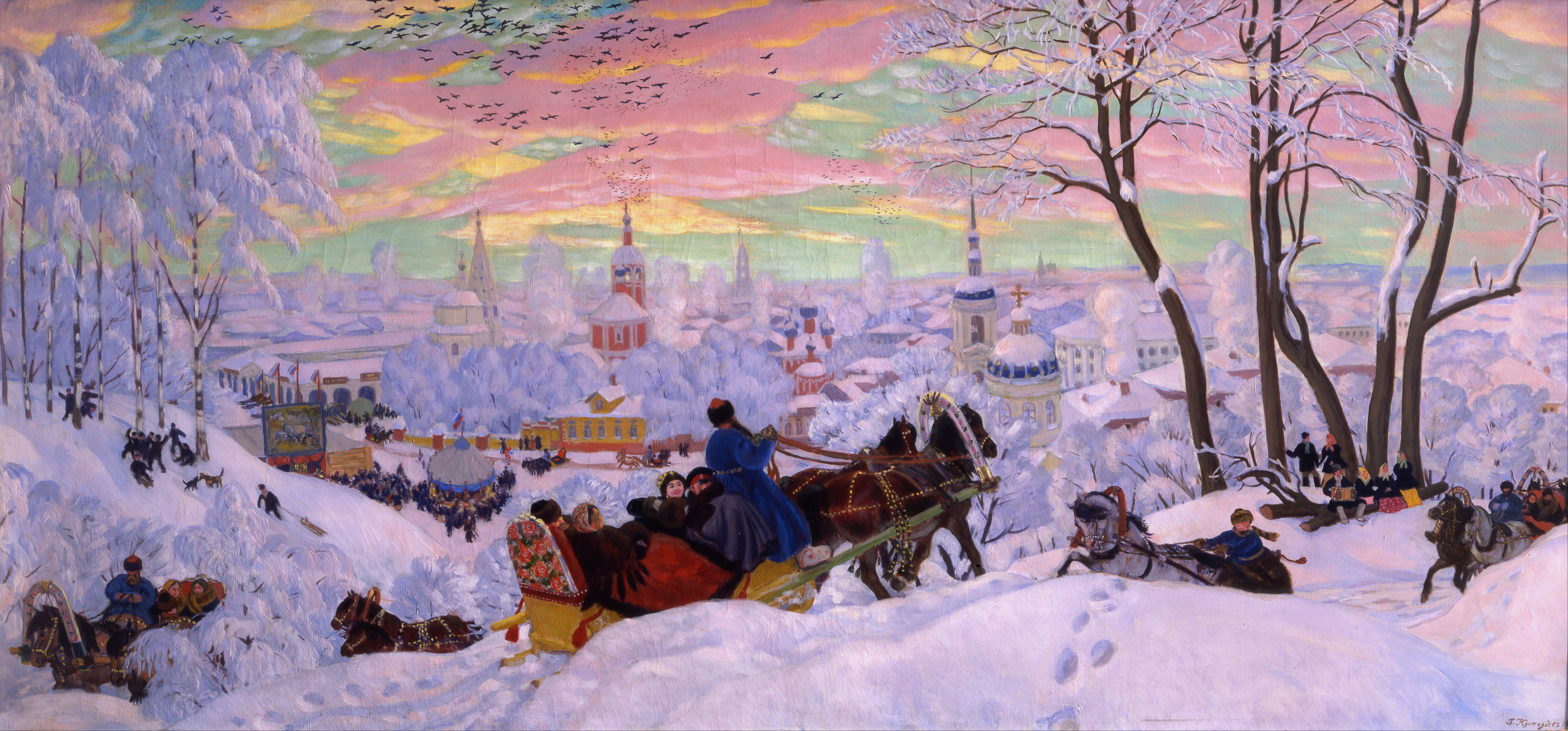
Maslenitsa (Tableau de Koustodiev) (1916)

#### Notices
- Ressources relatives aux beaux-arts :   - Art UK
  - Bénézit
  - British Museum
  - Delarge
  - Galerie nationale de Finlande
  - Grove Art Online
  - Musée d'Orsay
  - MutualArt
  - Österreichische Galerie Belvedere
  - RKDartists
  - Tate
  - Union List of Artist Names
- Ressources relatives à la musique :   - Discogs
  - MusicBrainz
- Ressource relative à la recherche :   - Persée
- Notices dans des dictionnaires ou encyclopédies généralistes :   - Brockhaus
  - Deutsche Biographie
  - Enciclopedia italiana
  - Internetowa encyklopedia PWN
  - Nationalencyklopedin
  - Treccani
  - Visuotinė lietuvių enciklopedija
- Notices d'autorité :   - VIAF
  - ISNI
  - BnF (données)
  - IdRef
  - LCCN
  - GND
  - Espagne
  - Pays-Bas
  - Pologne
  - Israël
  - NUKAT
  - Suède
  - Tchéquie
  - Lettonie
  - WorldCat

#### Autres
- (en) Biographie de Koustodiev.
- (en) Les œuvres et biographie de Koustodiev.
- (en) Biographie de Koustodiev.
- (en) Exposition des œuvres de Koustodiev au Musée russe - 125e anniversaire.
- (ru) Biographie de Koustodiev.
- (ru) Koustodiev et Petrov-Vodkin, membres de Mir Iskousstva.
- (ru) Histoire de la création de la peinture du Conseil d'Etat en 1901.
- (ru) Un autre biographie de Koustodiev.